# Bananowa młodzież
Bananowa młodzież – termin propagandowy powstały na początku lat 60. XX wieku, wykorzystywany przez polskie władze w celu poniżenia przywódców młodzieży akademickiej (określanej również jako grupa awanturników z Uniwersytetu Warszawskiego wywodząca się z kręgów bananowej młodzieży) odpowiedzialnej za protesty przeciwko rządowej cenzurze i ograniczeniom swobód obywatelskich (marzec 1968).
Władza, posługując się tym sformułowaniem, usiłowała skompromitować studentów pochodzących z bogatych rodzin (najczęściej były to rodziny wysokich urzędników PRL), sugerując, że wychowani w luksusie symbolizowanym w tym przypadku przez deficytowe w okresie małej stabilizacji banany, nie znają istotnych problemów środowiska akademii, a tym samym nie mogą reprezentować jego interesów.